# 碳热反应
碳热反应（Carbothermic reaction）也称碳热还原（Carbothermic Reduction）是指以碳为还原剂的反应，通常用于金属氧化物的还原。这类反应一般在几百摄氏度下进行，用于许多元素单质比如铁、钴、镍和铜的大量工业生产，传统上需要电解氯化镁產生的金属镁单质也可从氧化镁通过碳热还原得到。虽然可用来把金属氧化物还原成金属单质，但对于某些金属比如钠和钾的氧化物不适用。借助氧化物自由能图可预测某种金属元素的单质是否能通过碳热反应用碳还原相应的金属氧化物得到。
碳热反应有时产生一氧化碳，有时则生成二氧化碳。碳热反应的驱动力是反应产生的熵：金属氧化物和碳这两种固体反应生成一种新的固体（金属）和一种气体（CO）。后者由于是气态的物质所以具有更大的熵。因为固体反应物的扩散速率是很慢的，所以需要加热才能使碳热反应发生。

## 用途
铁矿石的熔炼是碳热反应最重要的用途，其中的过程涉及诸多反应，但基本可简化为以下反应：
2Fe2O3 + 3C → 4Fe + 3CO2
每年大约有一百万吨的单质磷是用碳热反应生产的。磷酸钙（一般使用一种常见的磷酸盐矿物氟磷灰石）、石英砂和焦炭（不纯的碳）混合加热至1200－1500℃生成气体的P4，后经冷凝得到单质磷。表示该过程的具体化学反应式如下：
4Ca5(PO4)3F  +  18SiO2  +  30C →   3P4  +  30CO  +  18CaSiO3  +  2CaF2

### 反应变种
对于某些金属，用碳热反应还原相对应的金属化合物不能得到金属单质，而是生成金属碳化物，比如二氧化钛和碳在高温下反应就会直接形成碳化物；用碳和三氧化二铬在高温下反应得到的也是铬的碳化物。在这种情况下就会使用铝或镁作为还原剂使用。
有些情况下会把碳热反应和其他反应偶联起来，一个重要的例子就是利用氯化法从钛铁矿分离钛，这个方法就是先把粉碎后的钛铁矿石和碳混合，后在1000℃的氯气流下加热产生四氯化钛:
2FeTiO3  +  7Cl2  +  6C → 2TiCl4 + 2FeCl3 + 6CO